# Burgwalde
Burgwalde est une commune allemande située dans l'arrondissement d'Eichsfeld en Thuringe.

## Géographie

Situation de Burgwalde dans l'arrondissement

Burgwalde est située dans l'ouest de l'arrondissement, sur la rive droite de la Leine. La ville fait partie de la Communauté d'administration de Hanstein-Rusteberg et se trouve à 9 km au nord-ouest de Heilbad Heiligenstadt.

## Histoire
Burgwalde a appartenu à l'Électorat de Mayence jusqu'en 1802 et à son incorporation à la province de Saxe dans le royaume de Prusse.
Le village fut inclus dans la zone d'occupation soviétique après la Seconde Guerre mondiale avant de rejoindre le district d'Erfurt en RDA jusqu'en 1990.

## Démographie
| 1910 | 1933 | 1939 | 1997 | 2000 | 2004 | 2010 |
| ---- | ---- | ---- | ---- | ---- | ---- | ---- |
| 242  | 260  | 257  | 280  | 278  | 258  | 229  |